# 하이드록시 케톤

하이드록시 케톤

하이드록시 케톤(영어: hydroxy ketone) (종종 간단히 케톨(영어: ketol)이라고도 함)은 유기화학에서 하이드록실기가 측면에 있는 케톤으로 구성된 작용기이다. 두 종류의 주요 부류에서 하이드록실기는 α 위치(α-하이드록시 케톤, RCR′(OH)(CO)R) 또는 β 위치(β-하이드록시 케톤, RCR′(OH)CR2(CO)R)에 위치할 수 있다. 
- α-하이드록시 케톤은 1차 알코올(예: 하이드록시아세톤) 또는 2차 알코올로 구성될 수 있다. 2차 알코올은 종종 광범위하게 아실로인으로 언급된다.[1]
- 주된 β-하이드록시 케톤은 알돌 유도체이다.
- α-하이드록시 케톤은 펠링 시험에서 양성을 보일 수 있다.

## 같이 보기
- 케톤
- 하이드록실기